# 余蔚王
餘蔚（?—?），是十六国时期前燕、后燕官员，扶餘国王子出身，他是最後一位扶餘王。
因受勿吉威脅，無力自保，餘蔚內附质于前燕，为散骑待郎。370年十一月初七，前秦对前燕发动灭国战争，前燕散骑侍郎餘蔚率领扶餘、高句丽及上党丁零的质子五百余人，趁夜打开邺城北门让秦军进入，邺城陷落，前燕灭亡。
384年正月，任前秦荥阳太守的餘蔚，和昌黎的鲜卑人卫驹各率己兵投降了在淝水之战后力图恢复燕国的慕容垂。由于慕容垂在前燕遭受迫害，投靠了前秦，前秦对前燕发动灭国战争就是他主导的，所以他对餘蔚并不怪罪。之后慕容垂在荥阳自称大将军、大都督、燕王，建立后燕，任命丁零翟斌为建义大将军，封为河南王；任命餘蔚为征东将军、统府左司马，封为扶餘王。392年七月，慕容垂在邺城，任命右光禄大夫餘蔚为左仆射。396年五月初九，后燕皇帝慕容宝任命扶餘王餘蔚为太傅。